# Telamoptilia hemistacta
Telamoptilia hemistacta là một loài bướm đêm thuộc họ Gracillariidae. Nó được tìm thấy ở Ấn Độ (Bihar), Đài Loan, Nhật Bản (quần đảo Ryukyu) và Madagascar.
Sải cánh dài khoảng 7 mm.
Ấu trùng ăn Achyranthes species, bao gồm Achyranthes aspera, Achyranthes bidentata và Achyranthes japonica. Chúng có thể ăn lá nơi chúng làm tổ.